# Mobula
A Mobula a porcos halak (Chondrichthyes) osztályának sasrájaalakúak (Myliobatiformes) rendjébe, ezen belül a sasrájafélék (Myliobatidae) családjába tartozó nem.

## Tudnivalók
A különböző Mobula-fajok a Föld minden melegebb tengerében és óceánjában fellelhetők. Ez a porcoshal-nem tartalmazza a ma élő legnagyobb rájákat; fajtól függően az úszófesztávolságuk 100-910 centiméter közöttire tehető.

## Rendszerezés
A nembe az alábbi 11 élő faj tartozik:
- Mobula alfredi (Krefft, 1868) - korábban Manta alfredi
- atlanti ördögrája (Mobula birostris) (Walbaum, 1792) - korábban Manta birostris
- Mobula eregoodootenkee (Bleeker, 1859)
- Mobula hypostoma (Bancroft, 1831)
- Mobula japanica (Müller & Henle, 1841)
- Mobula kuhlii (Müller & Henle, 1841)
- Mobula mobular (Bonnaterre, 1788)
- Mobula munkiana Notarbartolo-di-Sciara, 1987
- Mobula rochebrunei (Vaillant, 1879)
- Mobula tarapacana (Philippi, 1892)
- Mobula thurstoni (Lloyd, 1908)